# Porsche 993
De Porsche 993 is de naam die Porsche intern gebruikt voor de versie van de Porsche 911 gefabriceerd en verkocht tussen laat 1993 en begin 1998. De 993 was de opvolger van de Porsche 964.
De 993 is de laatste van de Porsche 911 generatie met een luchtgekoelde boxermotor. Zijn opvolger, de Porsche 996, is voorzien van een watergekoelde boxermotor.

## Technische informatie
De 993 had veel technische verbeteringen ten opzichte van zijn voorganger, onder meer een aluminium multi-arm achterwielophanging gemonteerd op een aluminium subframe. Na de Porsche 968 was dit de eerste Porsche 911 met standaard een zesversnellingsbak. Overige aanpassingen waren een tweedelige uitlaat, grotere remmen met geperforeerde schijfremmen, en opgewaardeerde stuurbekrachtiging.
Het enige wat hetzelfde is gebleven ten opzichte van zijn voorganger zijn de beide deuren.

## 993 Varianten
Zoals alle andere generaties van de Porsche 911 zijn er van het type 993 verschillende varianten geproduceerd, variërend in carrosserievorm, aandrijflijn en uitvoeringen:
- Carrera Coupe / Cabriolet
- Targa
- Carrera 2S / Carrera 4S
- Carrera RS
- Turbo
- Turbo S
- GT2

## Galerij

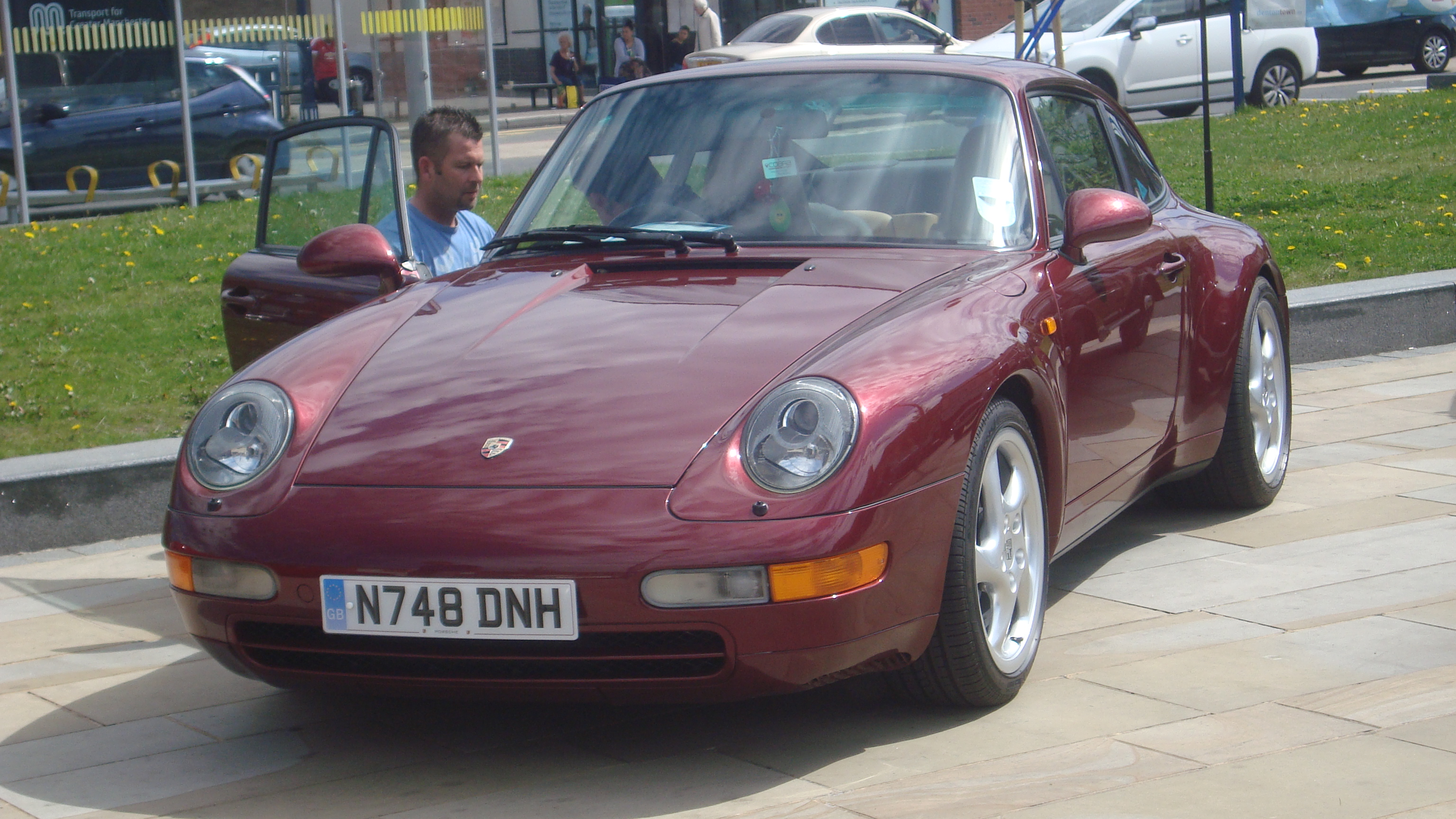
Porsche 993 Carrera
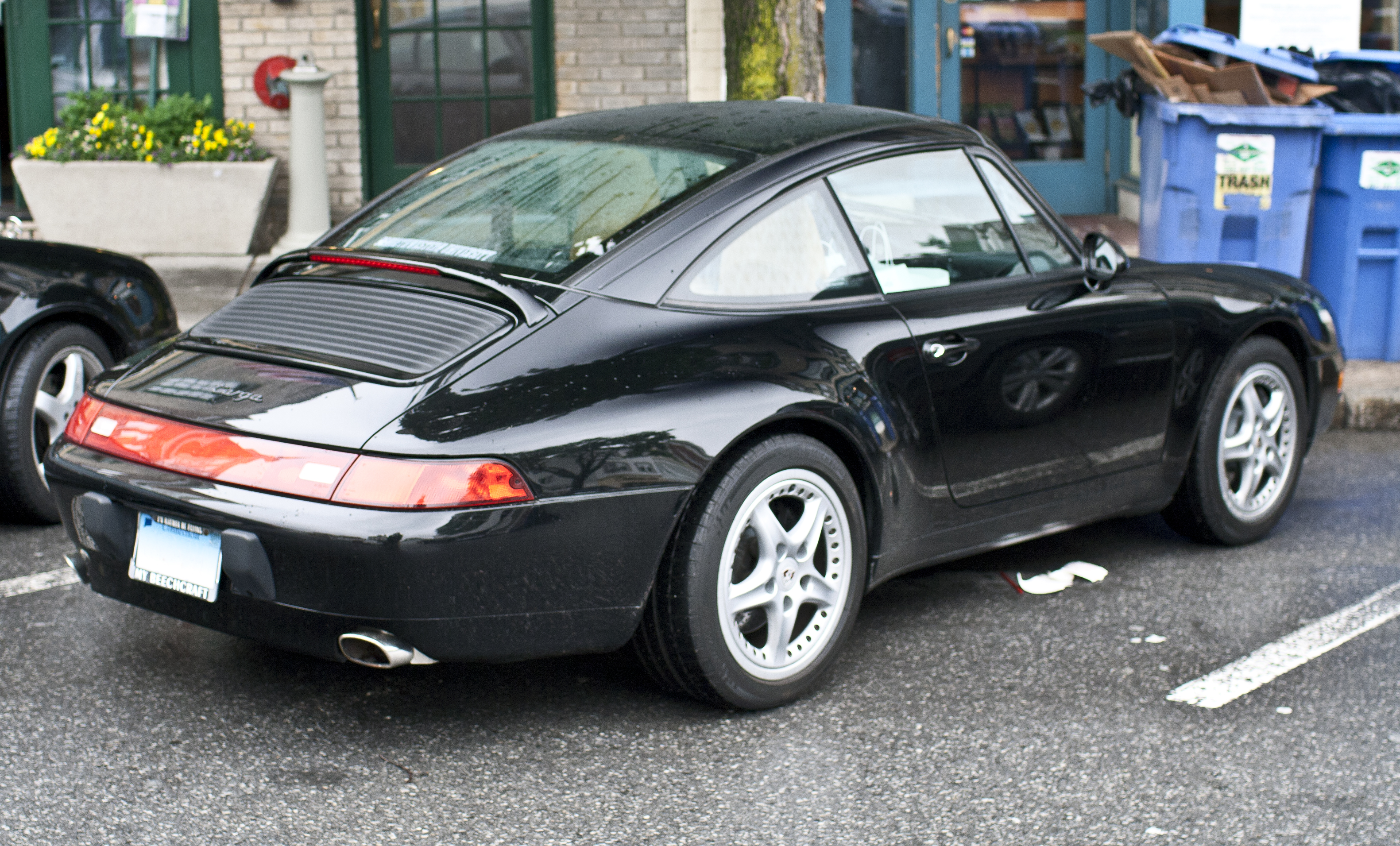
Porsche 993 Targa
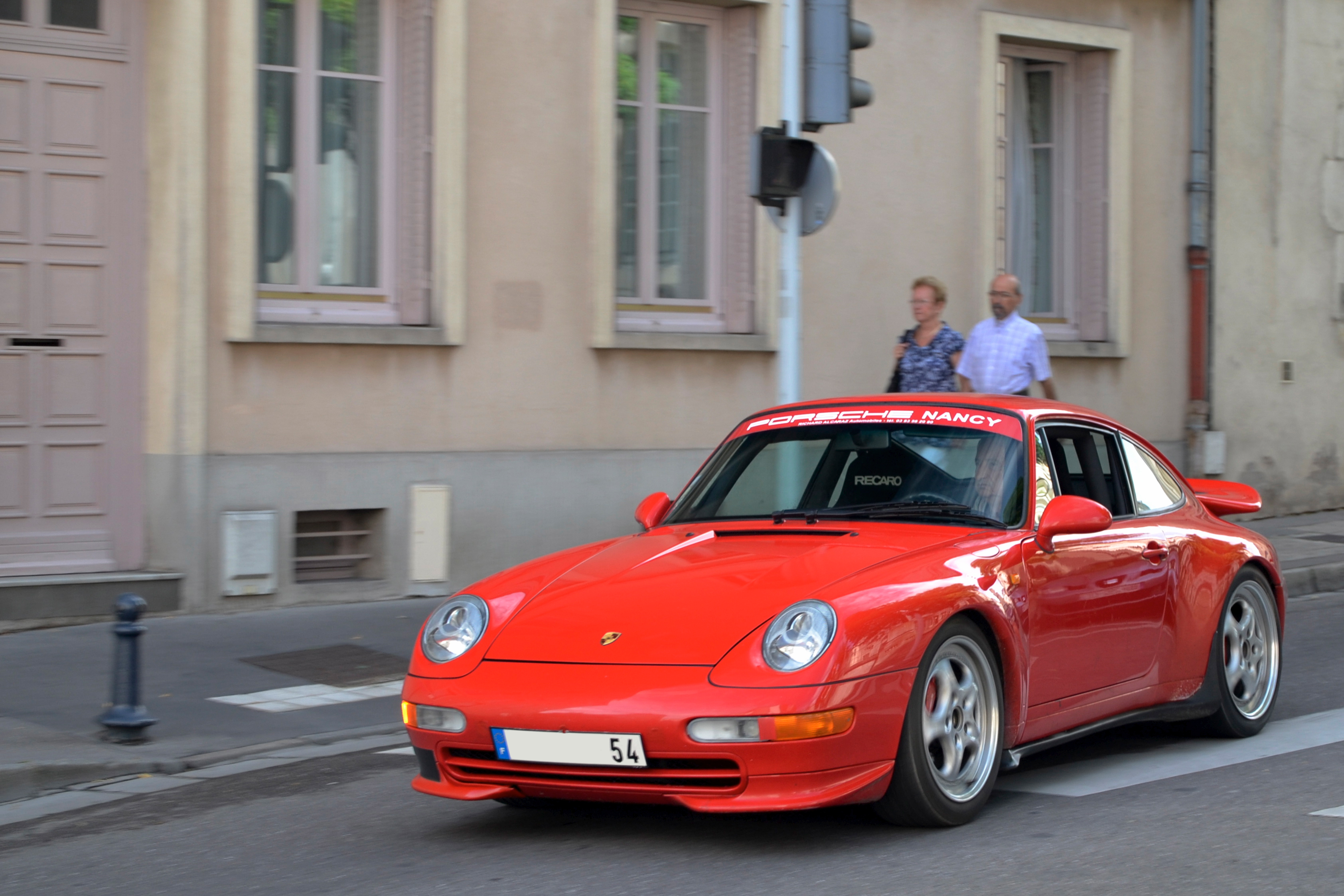
Porsche 993 Carrera RS
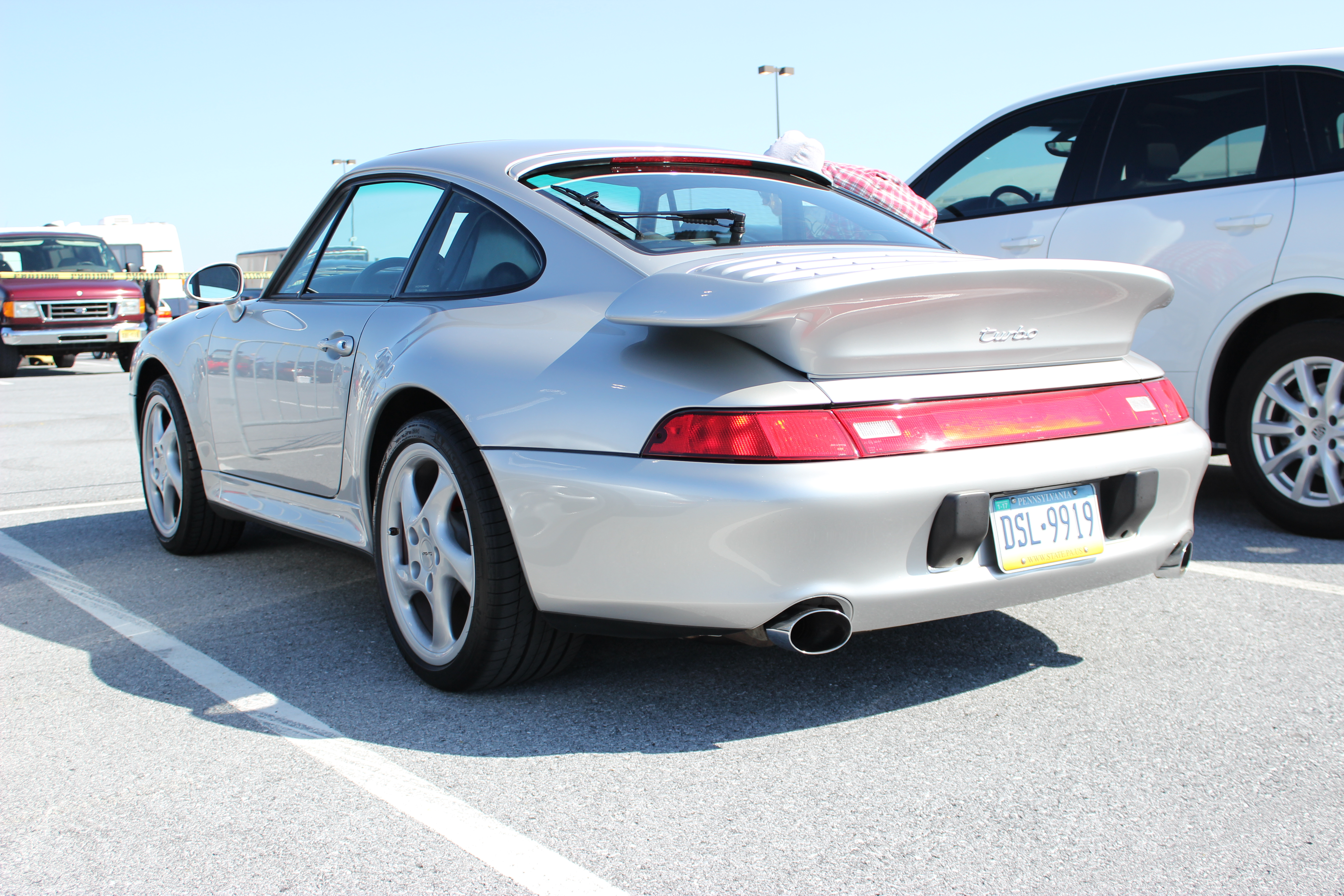
Porsche 993 Turbo
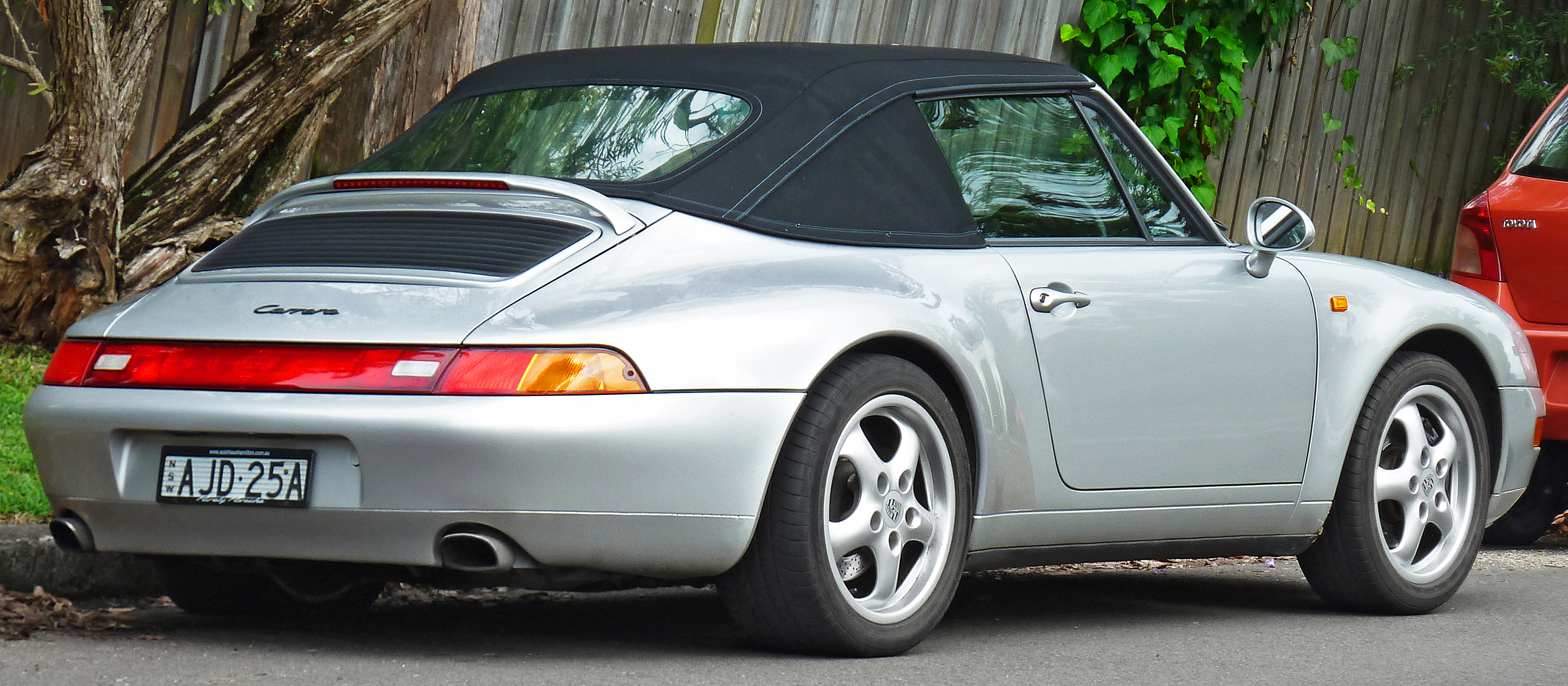
Porsche 993 Carrera Cabriolet
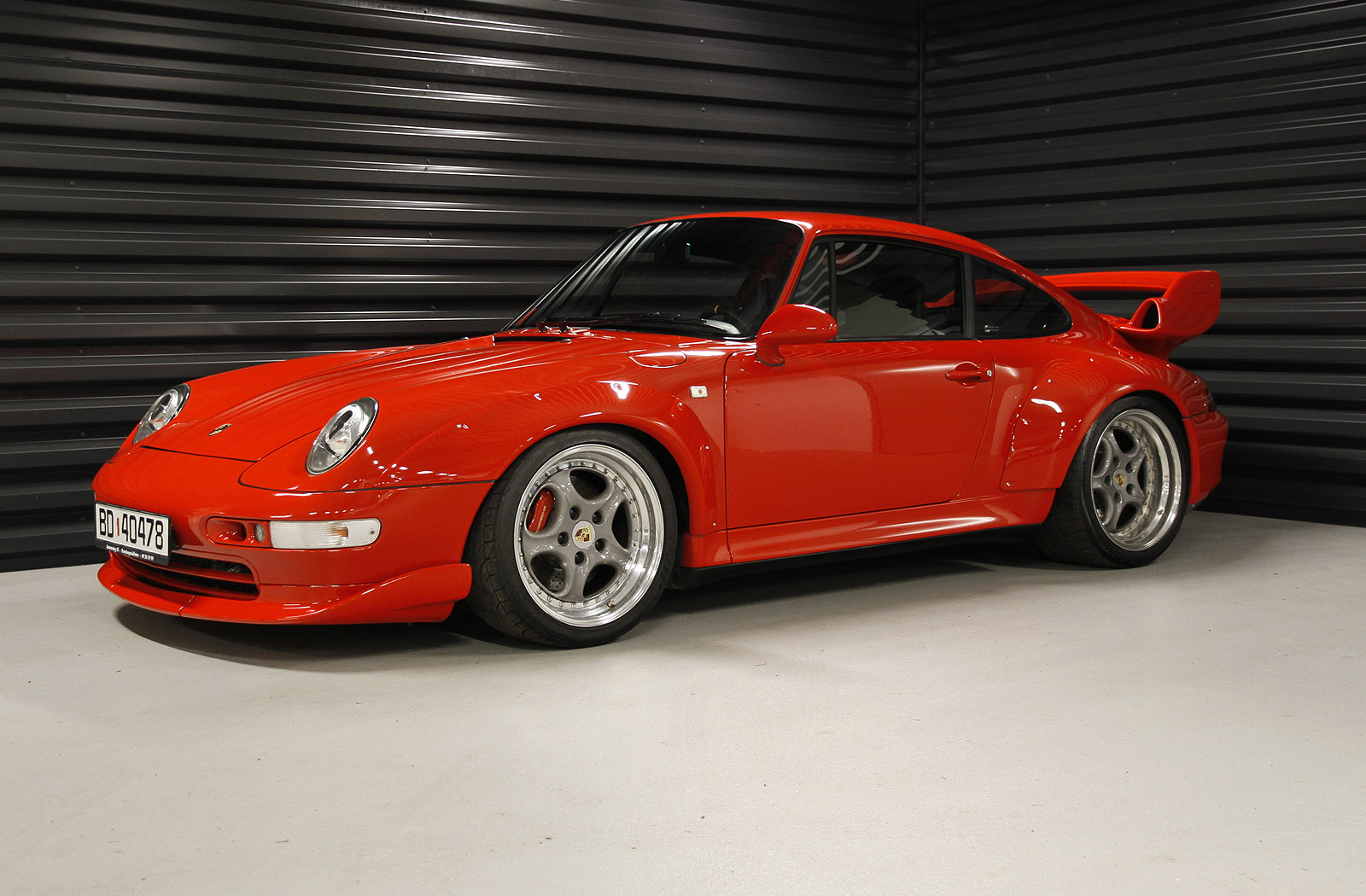
Porsche 993 GT2